# Еклектика
Еклектика (от гръцки: εκλέγω – избирам, отбирам) се нарича подход (в изкуството, архитектурата, духовните учения, науката), при който човек не се придържа изцяло към една и съща парадигма, теория, принципи или стил, а съчетава в едно различни. В дословен превод от старогръцки думата означава способност за избор на най-доброто от чуждите творби. Еклектиката се споменава за пръв път от група древногръцки философи, стремящи се да подберат от тогавашните философски теории тези, които са им се струват най-разумни. Известни гръцки еклектици са стоиците Панетий Родоски и Посидоний, а от римската школа – Цицерон и Сенека.

## Приложения
Целта на еклектиката може да бъде да се добие изчерпателна представа за някой феномен, чрез определен теоретичен и по-сложен модел. В изкуството, и по-специално в архитектурата и приложните изкуства, този термин обозначава използване на елементи от различни периоди в една творба - за да създаде произведение на изкуството, което съчетава в едно различни вкусове.
В науката такъв подход обикновено не е особено елегантен и еклектиците са критикувани за непостоянство в мисленето. Въпреки това еклектичният подход често е практичен в различни области на познанието. Например физиката използва Законите на Нютон, за да предвиди движението на масивен предмет, теорията на относителността - това на галактиките, а квантовата механика - това на електроните. В психологията застъпниците на еклектиката твърдят, че толкова много фактори влияят на поведението, че е необходимо да се вземат предвид всички перспективи, за да бъде изучено правилно.
Въпреки наличието и на сполучливи съчетания, в интериора "еклектизъм" означава по-скоро лишено от принципи съчетаване на разнородни художествени мотиви и би могло да породи претрупаност, претенциозност, изкуственост, нетрайност и кич. Този подход в него е характерен за периода на Индустриалната революция и утвърждаването на националните държави и отразява претенциите и търсенията на новите и новоиздигнали се класи и прослойки, стремящи се да създадат свои собствени стилове, като съчетаят или възкресят и осъвременят старите (по-специално - свързаните с аристократичните традиции и ренесансовите достижения). 
Често при създаване на такива съчетания правещите ги се съобразяват с ограничени, спрямо миналото пространства, бюджети и време или използват нови средства и материали, макар и стараещи се да уподобят силно старите. По пътя на подобно подражаване и съчетаване на предишни стилове се създават нови варианти и се постигат нови приложения на някои от тях, като готика (съответно - неоготика), ренесансов стил (превъплътен в т.нар. Виенски ренесанс, популярен към 1860-1880 г.), ампир (втори ампир/стил "Наполеон III" - 1852 – 1870), ранносредновековна архитектура (древногермански стил), рококо (подражателно рококо, премесено с мотиви от класицизъм и ампир и известно във Франция като стил „Луи Филип“; подобен е произходът и на викторианския стил във Великобритания), различни лични изяви на вкусове и предпочитания (по-масови техни подобия, като стил „Регентство“ и стил „Помпадур“ и такива наречени на френски крале)..

## Цитат, описващ впечатлението на очевидец
„Дойдохме
тук заводите да видим
не с цел
по-мъдри пак да си отидем,
а само в
случай, че попаднем в ада,
за нас да
няма вече изненада.“
Робърт Бърнс, 1787 г.